# NGC 7296
NGC 7296 је расејано звездано јато у сазвежђу Гуштер које се налази на NGC листи објеката дубоког неба.
Деклинација објекта је + 52° 17' 18" а ректасцензија 22h 28m 2,0s. Привидна величина (магнитуда) објекта NGC 7296 износи 12,5 а фотографска магнитуда 9,7. NGC 7296 је још познат и под ознакама NGC 7295, OCL 228.